# Nashville (Kansas)
Nashville – miasto w Stanach Zjednoczonych, w stanie Kansas, w hrabstwie Kingman.